# (143) Adria
(143) Adria es un asteroide perteneciente al cinturón de asteroides descubierto el 23 de febrero de 1875 por Johann Palisa desde el observatorio de Pula, Croacia.
Está nombrado por el mar Adriático.